# Лоровілл (Луїзіана)
Лоровілл (англ. Loreauville) — селище (англ. village) в США, в окрузі Іберія штату Луїзіана. Населення — 658 осіб (2020).

## Географія
Лоровілл розташований за координатами 30°3′34″ пн. ш. 91°44′19″ зх. д. / 30.05944° пн. ш. 91.73861° зх. д. (30.059343, -91.738707).  За даними Бюро перепису населення США в 2010 році селище мало площу 1,26 км², з яких 1,24 км² — суходіл та 0,02 км² — водойми. В 2017 році площа становила 1,17 км², з яких 1,15 км² — суходіл та 0,02 км² — водойми.

## Демографія
Згідно з переписом 2010 року, у селищі мешкало 887 осіб у 341 домогосподарстві у складі 231 родини. Густота населення становила 703 особи/км².  Було 394 помешкання (312/км²).
Расовий склад населення:
| - 76,9 % — білих - 21,9 % — чорних або афроамериканців - 0,3 % — корінних американців - 0,2 % — азіатів |

До двох чи більше рас належало 0,6 %. Частка іспаномовних становила 1,1 % від усіх жителів.
За віковим діапазоном населення розподілялося таким чином: 27,1 % — особи молодші 18 років, 56,9 % — особи у віці 18—64 років, 16,0 % — особи у віці 65 років та старші. Медіана віку мешканця становила 35,8 року. На 100 осіб жіночої статі у селищі припадало 96,7 чоловіків;  на 100 жінок у віці від 18 років та старших — 87,5 чоловіків також старших 18 років.
Середній дохід на одне домашнє господарство  становив 57 748 доларів США (медіана — 43 068), а середній дохід на одну сім'ю — 61 558 доларів (медіана — 52 500). За межею бідності перебувало 18,6 % осіб, у тому числі 35,6 % дітей у віці до 18 років та 4,8 % осіб у віці 65 років та старших.
Цивільне працевлаштоване населення становило 304 особи. Основні галузі зайнятості: освіта, охорона здоров'я та соціальна допомога — 20,1 %, роздрібна торгівля — 14,8 %, виробництво — 13,8 %.